# Grijsvleugelmerel
De grijsvleugelmerel (Turdus boulboul) is een zangvogel uit de familie lijsters (Turdidae).

## Verspreiding en leefgebied
Deze soort komt voor in Bhutan, China, India, Myanmar, Nepal, Pakistan, Thailand en Vietnam.